# Hammar (Suède)
Pour les articles homonymes, voir Hammar.
Hammar est une localité suédoise dans la commune de Kristianstad en Scanie.
Sa population était de 3 228 habitants en 2019.